# Uriüp
L'Uriüp - Урюп (rus) - és un riu de Rússia, passa pel krai de Krasnoiarsk i per l'óblast de Kémerovo. És un afluent per l'esquerra del riu Txulim, de la conca de l'Obi.

## Geografia
La conca que baixa de l'Uriüp s'estén per 5.200 km². El seu cabal interannual mitjà és de 32,8 m³/s a 66 km de la seva confluència amb el Txulim.
Neix al vessant nord de l'Alatau de Kuznetsk, a la part sud-oest del krai de Krasnoiarsk, i baixa en direcció nord - nord-est. Desemboca al Txulim a la riba esquerra, a l'alçada de Kazanka, uns 100 km avall de la vila de Nazàrovo.
El riu Uriüp es glaça generalment a partir del mes de novembre fins a finals d'abril.